# Ákis Ioakím
Ioakím Ioakím (en grec : Ιωακείμ Ιωακείμ), dit Ákis Ioakím  (en grec : Άκης Ιωακείμ), né le 16 septembre 1975 à Nicosie en Chypre, est un footballeur international chypriote, qui évoluait au poste de défenseur.

## Biographie

### Carrière en club
Au cours de sa carrière, Ákis Ioakím dispute cinq matchs en Ligue des champions, et 12 matchs en Coupe de l'UEFA,.
Avec le club de l'Omonia Nicosie, il dispute 222 matchs en première division chypriote, inscrivant 27 buts. Il réalise sa meilleure performance lors de la saison 2000-2001, où il inscrit 7 buts en championnat.

### Carrière internationale
Ákis Ioakím compte 28 sélections et 3 buts avec l'équipe de Chypre entre 1998 et 2003. 
Il est convoqué pour la première fois par le sélectionneur national Paníkos Georgíou pour un match amical contre la Finlande le 5 février 1998 (1-1). Il reçoit sa dernière sélection le 6 septembre 2003 contre la France (défaite 5-0).
Le 19 août 1998, il inscrit son premier but en sélection contre l'Albanie, lors d'un match amical (victoire 3-2). Par la suite, il inscrit un but contre la Grèce, puis un autre contre la Tchéquie.

## Palmarès
- Avec l'Omonia Nicosie
  - Champion de Chypre en 2001 et 2003
  - Vainqueur de la Coupe de Chypre en 2000 et 2005
  - Vainqueur de la Supercoupe de Chypre en 2001, 2003 et 2005

## Statistiques

### Buts en sélection
Le tableau suivant liste tous les buts inscrits par Ákis Ioakím avec l'équipe de Chypre :